# Вила-Мария
Вила-Мария (порт. Vila Maria)  —  населённый пункт и муниципалитет в Бразилии, входит в штат Риу-Гранди-ду-Сул. Составная часть мезорегиона Северо-запад штата Риу-Гранди-ду-Сул. Входит в экономико-статистический  микрорегион Пасу-Фунду. Население составляет 4244 человека на 2006 год. Занимает площадь 184,72 км². Плотность населения — 23,5 чел./км².

## История
Город основан 9 мая 1988 года. 

## Статистика
- Валовой внутренний продукт на 2003 составляет 78.598.659,00 реалов (данные: Бразильский институт географии и статистики).
- Валовой внутренний продукт на душу населения на 2003 составляет 18.629,69 реалов (данные: Бразильский институт географии и статистики).
- Индекс развития человеческого потенциала на 2000 составляет 0,813 (данные: Программа развития ООН).

## География
Климат местности: субтропический.